# Sergio Souto Vidal
 Sergio Souto Vidal  (4 de noviembre de 1976, Oviedo, España), es un exjugador de la selección española de rugby que jugó con el Club de Rugby El Salvador de Valladolid  y otros clubes en la División de Honor de rugby. Jugaba habitualmente en la posición de segunda línea.
Su hermano gemelo Carlos Souto Vidal fue también jugador internacional y jugó en el mismo equipo que Sergio. Actualmente ambos se encuentran retirados de la práctica deportiva.

## Biografía
Tras formarse en las categorías inferiores del Oviedo, donde jugó con su hermano, equipo con el que disputó muchos partidos antes de recalar en el Moraleja Alcobendas Rugby Union (M.A.R.U.) equipo con el que jugó la European Challenge Cup antes de su llegada a Valladolid. Ha jugado muchas temporadas desde entonces en El Salvador siendo habitualmente uno de los segunda línea titulares.
Destaca que su carrera ha estado siempre unida a la de su hermano, con el que ha compartido equipos e internacionalidades con la selección española.

### Equipos
| Temporada(s) | Club                      | Nac.              |
| ------------ | ------------------------- | ----------------- |
| 1991-1993    | Pilier Rugby Club         | Bandera de España |
| 1993-2001    | Oviedo Rugby Club         | Bandera de España |
| 2001-2004    | Moraleja Alcobendas R.U.  | Bandera de España |
| 2004-2011    | Club de Rugby El Salvador | Bandera de España |

### Selección nacional
Su debut internacional con la selección nacional de rugby de España, fue el 24 de agosto de 1999 contra Fiji.
Tanto él como su hermano eran habituales en las concentraciones de la selección nacional para los partidos de la European Nations Cup, competición en la que en la actualidad (2016) España se encuentra encuadrada en la División 1 (también conocida como Seis Naciones "B")

## Palmarés

### Club
- 4 ligas con el Club de Rugby El Salvador (2007, 2008 y 2010) y M.A.R.U (2002)

- 4 copas del Rey con el Club de Rugby El Salvador (2005, 2006, 2007 y 2011).

- 4 Supercopas con el Club de Rugby El Salvador (2005, 2006, 2007 y 2008).

### Selección nacional
Al 22/11/2008:
- 51 selecciones con la selección nacional de rugby de España.
- Convocatorias por año: 3 en 1999, 4 en 2000, 5 en 2001, 8 en 2003, 1 en 2004, 3 en 2005, 1 en 2006, 3 en 2009
- Ha marcado 2 ensayos (10 ptos.)
- Participó en la Copa Mundial de Rugby de 1999 (1 partido como titular)